# Сипсонгчаутхай
Сипсонгчаутхай, Сипсонгчутхай (тайск. สิบสองจุไทย, тайск. สิบสองเจ้าไท, лаос. ສິບສອງຈຸໄຕ, лаос. ສິບສອງເຈົ້າໄຕ) — конфедерация вождеств тайских народов, называемых чёрные, белые и красные таи, в горах, ныне находящихся на северо-западе Вьетнама. Точное время образования Сипсонгчаутхая неизвестно, в XVII веке этот союз уже существовал.
Сипсонгчаутхай вошёл во французский протекторат Тонкин на правах автономии в 1889 году. Во время Индокитайской войны, в 1948 году, его переименовали в «Федерацию таев» (фр. Fédération Thaï), ставшую автономной частью Французского Союза. В 1950 году Федерация стала коронной землёй вьетнамского императора Бао-дай-де, не интегрированной в Государство Вьетнам. После Женевской конференции 1954 года Сипсонгчаутхай был присоединён к Вьетнаму.

## Название
Слова «сип сонг» на тайских языках означает «двенадцать» (например, по-тайски: ๑๒, สิบสอง, [sìp sɔ̌ːŋ]). Это сочетание используется в топониме Сипсонгпанна (название Сишуанбаньна-Дайского автономного округа на языке лы). Слово «чау» означает «земля» и заимствовано из китайского языка, а «тхай» — самоназвание тайских народов (тайск. ไต๋).

## Возникновение
Таи поселились на землях, сегодня находящихся на северо-западе Вьетнама, в промежутке с начала первого тысячелетия нашей эры до VIII века. В основном деревни таев располагались у берегов реки Да (также именуемой Чёрной). Одно из вождеств чёрных таев находилось на месте современного Дьенбьенфу и именовалось Мыанг-Тхаенг, так же, как легендарное княжество Кхун Борома, героя космогонического мифа и предка всех тайских народов — тайцев, лао, чжуанов, шанов и других, позже расселившихся по Индокитаю, югу Китая и северо-востоку Индии.
Аналогично другим тайским государствам, главными социальными единицами таев было сёла (бан), объединявшиеся в вождество (мыанг), управляемый вождём (чхао). Основой экономики было влажное рисоводство, таи распахивали земли у рек и превращали их в заливные поля. Дюжина таких вождеств, расположенных на территории современных провинций Дьенбьен, Лайтяу, Шонла и западных окраинах провинций Лаокай и Йенбай продолжительное время находились в союзе и стали называться «12 вождеств», Сипсонгчаутхай. Власть каждого вождя распространялась только на одно вождество, но при этом какой-то один из правителей считался более влиятельным, чем остальные. Союз существовал по крайней мере с XVII века, однако в единое государство так и не слился. Количество мыангов в союзе менялось, однако название оставалось прежним.
Сипсонгчаутхай располагался на границах влияния нескольких мандал и в разные годы платил дань Китаю, Вьетнаму, Лансангу, Луангпхабангу (современный Лаос) и/или Таиланду. Несмотря на это, внутренняя политика вождеств оставалась независимой.
- Лао из Лайтяу
- Белая тай в Лаосе (Мыангсинг[англ.])
- Чёрная тай в Мыангсинге

## В составе Французского Индокитая
Несмотря на то, что горные таи имели более сильные культурно-языковые связи с Лаосом, французская колониальная администрация в 1888 году присоединила их к протекторату Бакбо. Перед этим французский исследователь и чиновник Огюст Пави помог освободить братьев вождя белых таев Део Ван Чи, захваченных в заложники, и заключил с ним мирный договор в городе Мыанглай (современный Лайтяу) 7 апреля 1889 года. Сипсонгчаутхай признавал французскую власть, а Франция обещала сохранять автономию тайских вождей во внутренних делах.
После смерти Део Ван Чи вождём стал его третий сын Део Ван Лонг, который покинул Лайтяу после японского переворота 1945 года вместе с отступающей французской армией. Вернувшись, с помощью чиновника по имени Луи Бордье (фр. Louis Bordier), Део Ван Лонг вернул себе власть и согласился соблюдать условия соглашения 1889 года. Бордье женился на его дочери, Део Нанг Той, и командовал военными операциями белых таев против чёрных таев, присоединившихся к коммунистам. Несколько тайских рот воевали на стороне Франции в Индокитайской войне, сражаясь и с Вьетминем, и с Национальной партией Вьетнама.
- Део Ван Чи
- Део Ван Лонг
- Део Нанг Той

## Тайская федерация
В 1948 году колониальная администрация объявила о создании Тайской федерации (фр. Fédération Thaï), состоявшей из 19 тайских государств, находившихся на территориях современных провинций Лайтяу и Шонла, входящей во Французский Союз на правах автономии. У Федерации был свой флаг, конституция и парламент. Део Ван Лонга назначили пожизненным президентом, а столицей объявили Лайтяу.
В Тайской федерации, вопреки названию, проживали не только таи, но также и другие тхыонги, включая хмонгов, яо, и (лоло) и кхму. Их считали второразрядными жителями, по сравнению с таями. Део Ван Лонг лично и клан Део монополизировали государственное управление и торговлю опиумом, которую Франция разрешала. В 1950 году Тайскую федерацию объявили коронной землёй управляемого французами императора Бао-дай-де, но она всё ещё оставалась независимой от Государства Вьетнам. Бао-дай-де не назначал губернатора в Лайтяо, оставив власть в руках Део Ван Лонга, и посетил эти земли лишь один раз, в 1952 году.
Противоречия между входящими в союз народами накалялись, противники Део Ван Лонга начинали поддерживать Вьетминь, как чёрные таи Мыангтхаенга (Дьенбьенфу), разозлённые тем, что Део Ван Лонг низложил их вождя, Ло Ван Хака (Lò Văn Hặc), поставив вместо него собственного сына. После смерти старшего сына вождя, третий его сын принял командование 4000 партизанами из белых таев, но он был убит в Битве при Дьенбьенфу в 1954 году. Франция проиграла эту битву и войну, Део Ван Лонг эвакуировался в Ханой на вертолёте, а затем через Лаос бежал во Францию. Женевская конференция 1954 года присоединила все территории северного Вьетнама, в том числе Сипсонгчаутхай, к коммунистической республике. Тысячи таев бежали от коммунистов во Францию, Австралию и США.

## Демократическая Республика Вьетнам
Во избежание этнических конфликтов провинции Лайтяу, Шонла и Йенбай были объединены в тай-хмонгский автономный регион, созданный по образу национальных автономий Китая. В 1961 году его переименовали в «Северо-западный автономный регион», чтобы не выделять две конкретные этнические группы. В 1975 году автономию упразднили.
После смерти Део Ван Лонга в 1975 году главой таев в изгнании была его дочь, Део Нанг Той (1914—2008), жившая в Париже.